# Bedrijfswaardering
Bedrijfswaardering is het bepalen van de waarde van een bedrijf op een zeker moment voor een bepaalde toepassing in een bepaalde context.

## Achtergrond
Het is belangrijk om te onderkennen dat het begrip waarde niet per definitie gelijk is aan het begrip prijs. Aan economische objecten kan waarde worden toegekend indien zij in staat zijn opbrengsten te genereren. De verwachte opbrengsten worden bij voorkeur weergegeven in geldstromen omdat het boekhoudkundig winstbegrip aan allerlei interpretaties onderhevig kan zijn. Door het optellen van alle verwachte geldstromen verkrijgt men de economische waarde van een object. Dit optellen kan echter niet rechtstreeks plaatsvinden, omdat het handelen van de mens wordt bepaald door tijdvoorkeur. De mens wil zo snel mogelijk genieten van de verwachte betere omstandigheden. Dit betekent dat gebruik moet worden gemaakt van de techniek van het disconteren, contant maken, van geld.
Met behulp van het contant maken is het mogelijk toekomstige geldstromen uit te drukken in een waarde van vandaag of een waarde op elk gewenst moment in het verleden. Het handelend subject, de mens, neemt op een bepaald moment een beslissing die naar verwachting zal leiden tot een beter resultaat. Dit betekent dat de situatie en positie van het subject op het moment van handelen het uitgangspunt vormt. Daarom wordt gezegd dat economische waarde per definitie subjectief is. Waarde is afhankelijk van de situatie en positie die de partij op het moment van handelen inneemt. Daar menselijk handelen alleen invloed kan uitoefenen op de toekomst, de handeling gaat immers aan de te bereiken positie vooraf, is economische waarde toekomstgericht. De toekomst is voor de handelende mens een onzekere factor. Verwachtingen kunnen tenietgedaan worden. Daarom wordt bij het berekenen van economische waarde aandacht besteed aan risico en onzekerheid. Aan zeer ongewisse verwachtingen wordt minder waarde gehecht. Verder is het onderscheid tussen waarde en prijs van belang. Ondernemend handelen wordt gedreven door de wens waarde toe te voegen. Dit betekent dat de te betalen prijs niet gelijk is aan de waarde.
Prijs vormt als het ware het sluitstuk van een transactie. Beide partijen zijn kennelijk van oordeel dat de tot stand gekomen prijs op dat moment een beter alternatief vormt dan niet handelen. Dat betekent dat prijzen alleen begrepen kunnen worden binnen een historische context. Binnen de economische wetenschap wordt het (vrijwillig) handelen verklaard door het streven naar verbetering. Naar verwachting komen handelende subjecten na het handelen in een betere situatie en positie. In het economische jargon wordt dan gesproken over het toevoegen van waarde. Dat impliceert dat voor het nemen van een beslissing, wel of niet kopen of verkopen, een waarderingsuitspraak noodzakelijk is. De tot stand gekomen prijs is voor buitenstaanders waarneembaar; het achterliggende waarderingsproces is een individuele mentale exercitie.

## Toepassingen
Een bedrijfswaardering gewenst zijn voor verschillende toepassingen. Hierbij moet niet alleen gedacht worden aan het bepalen van waarden om tot een transactie te komen.

### Waardering in het kader van verslaggeving
Ingevolge IFRS 3 (Business Combinations) dienen ondernemingen de koopsom van acquisities in de geconsolideerde jaarrekening toe te rekenen aan alle identificeerbare activa en passiva (Purchase Price Allocation). Vervolgens dient op grond van IAS 36 een jaarlijkse impairmenttest te worden uitgevoerd op de geactiveerde goodwill en overige immateriële vaste activa met een onbepaalde levensduur.

### Waardering voor fiscale doeleinden
In de fiscale adviespraktijk worden transacties geïnitieerd dan wel vinden gebeurtenissen plaats waarbij de economische waarde van een onderneming of bedrijfsonderdeel relevant is als fiscale heffingsgrondslag. Een adequate onderbouwing van de waardebepaling is hierbij van eminent belang.
Voorbeelden van waarderingen voor fiscale doeleinden zijn:
- Internationale herstructurering van bedrijfsonderdelen van beursfondsen
- Privatisering van staatsbedrijven
- (Tijdelijke) afwaardering van deelnemingen
- Waardering en overdracht van activa in verband met het benutten van verliescompensatie
- Werknemersparticipatie
- Waardering stock appreciation rights
- Waardering ten behoeve van de aangifte successie

### Waardering in het kader van transacties
Hierbij moet voornamelijk gedacht worden aan fusie & overname. Transacties komen op grond van verschillende motieven tot stand. Zo kan het gaan om het vergroten van de omzet, expansie in nieuwe markten, het behalen van synergievoordelen etc. Een prijs komt vaak op basis van vuistregels (multiples) tot stand.

### Waardering bij geschillen
Voor het beslechten van geschillen wordt steeds meer gebruikgemaakt van het begrip economische waarde. Daarbij gaat het zeker niet alleen om geschillen die samenhangen met in en uittredende partners of door echtscheiding noodzakelijke boedelscheidingen. Ook onrechtmatig of frauduleus handelen kan invloed hebben op de economische waarde van de onderneming. Indien onrechtmatig handelen kan worden aangetoond, bestaat de volgende stap vaak uit het bepalen van de omvang van de schade. Er werd daarbij meestal uitgegaan van het boekhoudkundig winstbegrip, maar dat schiet over het algemeen tekort. Het is immers niet alleen van belang te weten welke winstderving door onrechtmatig handelen is ontstaan, maar het gaat om het totale verlies aan economische waarde.

## Methodologie

### International Valuation Standards
De International Valuation Standards Council (IVSC) is de onafhankelijke wereldwijde regelgever voor waarderingsdeskundigen. Deze organisatie stelt de International Valuation Standards (IVS) vast die consistentie en professionaliteit in het algemeen belang bevorderen. De IVSC telt meer dan 160 lidorganisaties en is actief in 137 landen wereldwijd. IVS 200 gaat over bedrijfswaarderingen (Businesses and Business Interests). Deze standaard moet gelezen worden in samenhang met de General Standards 101 t/m 105. Deze bevatten regels over de Scope of Work (IVS 101), Investigations and Compliance (IVS 102), Reporting (IVS 103), Bases of Value (IVS 104) en Valuation Approaches and Methods (IVS 105).   

### DCF methode
De meest gebruikte waarderingsmethode ten behoeve van bedrijfswaarderingen is de eenvoudige DCF methode. DCF staat dan voor Discounted Cash Flow. Hierbij worden verwachte toekomstige geldstromen contant gemaakt met een disconteringsfactor die uitdrukking geeft aan de rendementseis van de investeerder. Naast het eenvoudige DCF waarderingsmodel zijn er ook uitgebreidere modellen die rekening houden met reële opties en speltheorie. De input voor het eenvoudige DCF model is de verwachtingswaarde van de toekomstige vrije geldstromen. Die wordt meestal op jaarbasis ingegeven. Die verwachtingswaarde is het gewogen gemiddelde pad van de kansintegraal van alle mogelijke toekomstige vrije geldstromen. Dat gemiddelde is dan de beste schatting, maar ook  niet meer dan dat. Want het pad dat de toekomstige kasstromen gaan volgen zal hier met vrijwel 100% zekerheid van afwijken. Dat zorgt er dan voor dat het rendement anders uitvalt dan de rendementseis. Zowel in positieve als in negatieve zin. 

### Peildatum
Waarde is tijdgebonden en wordt daarom altijd gekoppeld aan een bepaalde peildatum. De waarde als uitkomst van het waarderingsproces mag alleen gebaseerd zijn op informatie die op de peildatum bekend is en op redelijke verwachtingen die men op dat moment kan hebben. Men kan dit vergelijken met beurskoersen die steeds veranderen omdat er steeds nieuwe informatie beschikbaar komt. Een berekende waarde is alleen geldig op de peildatum.   